# Place de la Motte (Limoges)
La Place de la Motte est une voie de Limoges en Haute-Vienne.

## Situation et accès
La Place de la Motte est avec la place de la République, la principale place du quartier historique du Château. 
Elle se trouve à la jonction des rues Darnet, Adrien-Dubouché, Pennevayre, des Halles, Lansecot, Gondinet, Léonard-Limosin, d'Aguesseau et Othon-Péconnet.
Cette place est desservie par les lignes de trolleybus et bus de la TCL 1 D1 10 D10 15 21 34 35 36 et 40 (station Place d'Aine ou Beaupeyrat).

## Origine du nom
À son emplacement, on y trouvait au Moyen Âge le château des Vicomtes de Limoges, établi sur une motte castrale, expliquant son nom actuel.

## Historique
Aujourd'hui la place est l'une des plus animées de la ville, on y trouve souvent des groupes folkloriques, des associations, des marchés, etc. en plus de nombreux commerces.

## Bâtiments remarquables et lieux de mémoire
On y trouve comme monuments remarquable les Halles centrales de Limoges, mais aussi la fresque Cobaty.

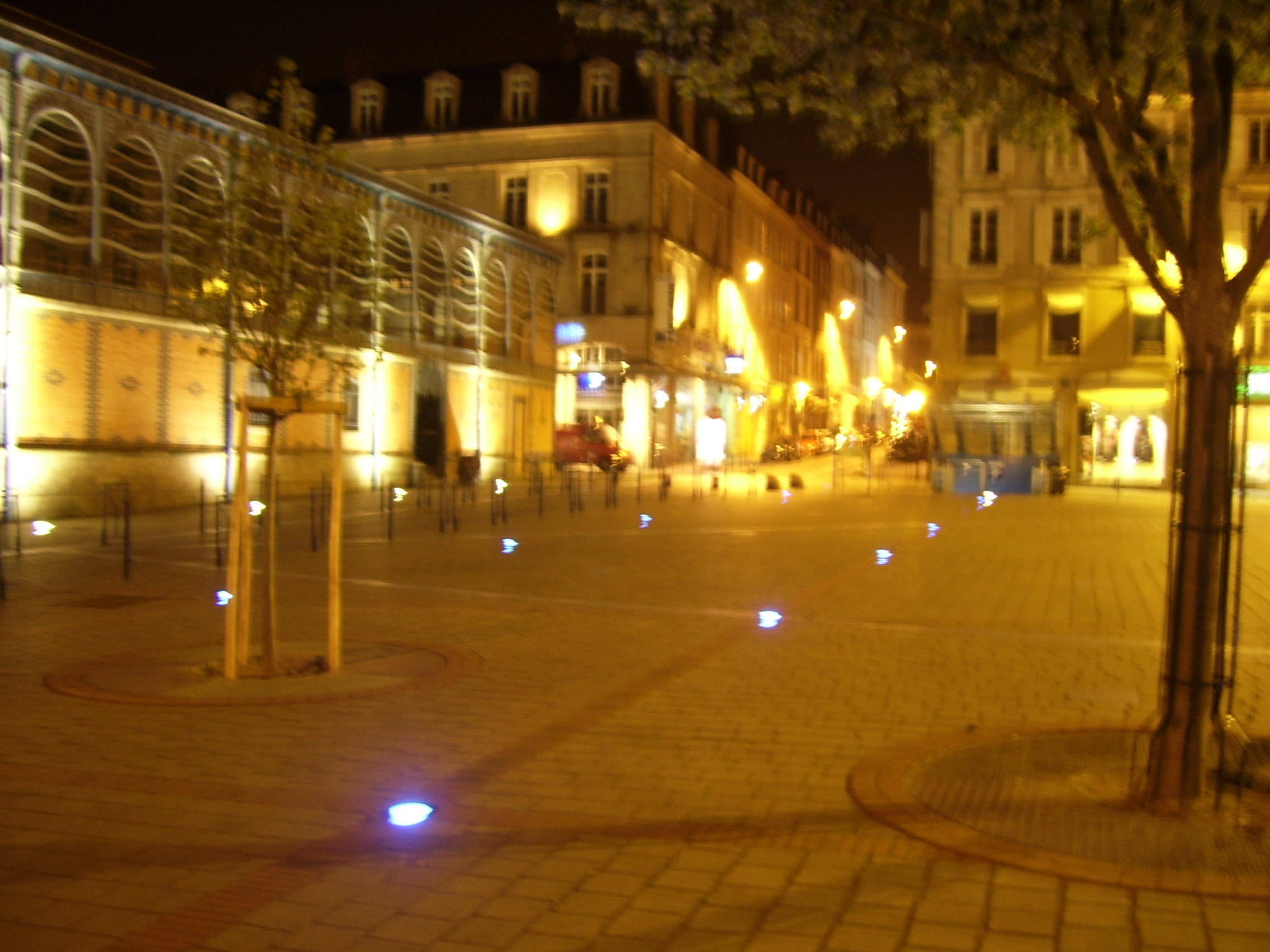
La place durant la nuit
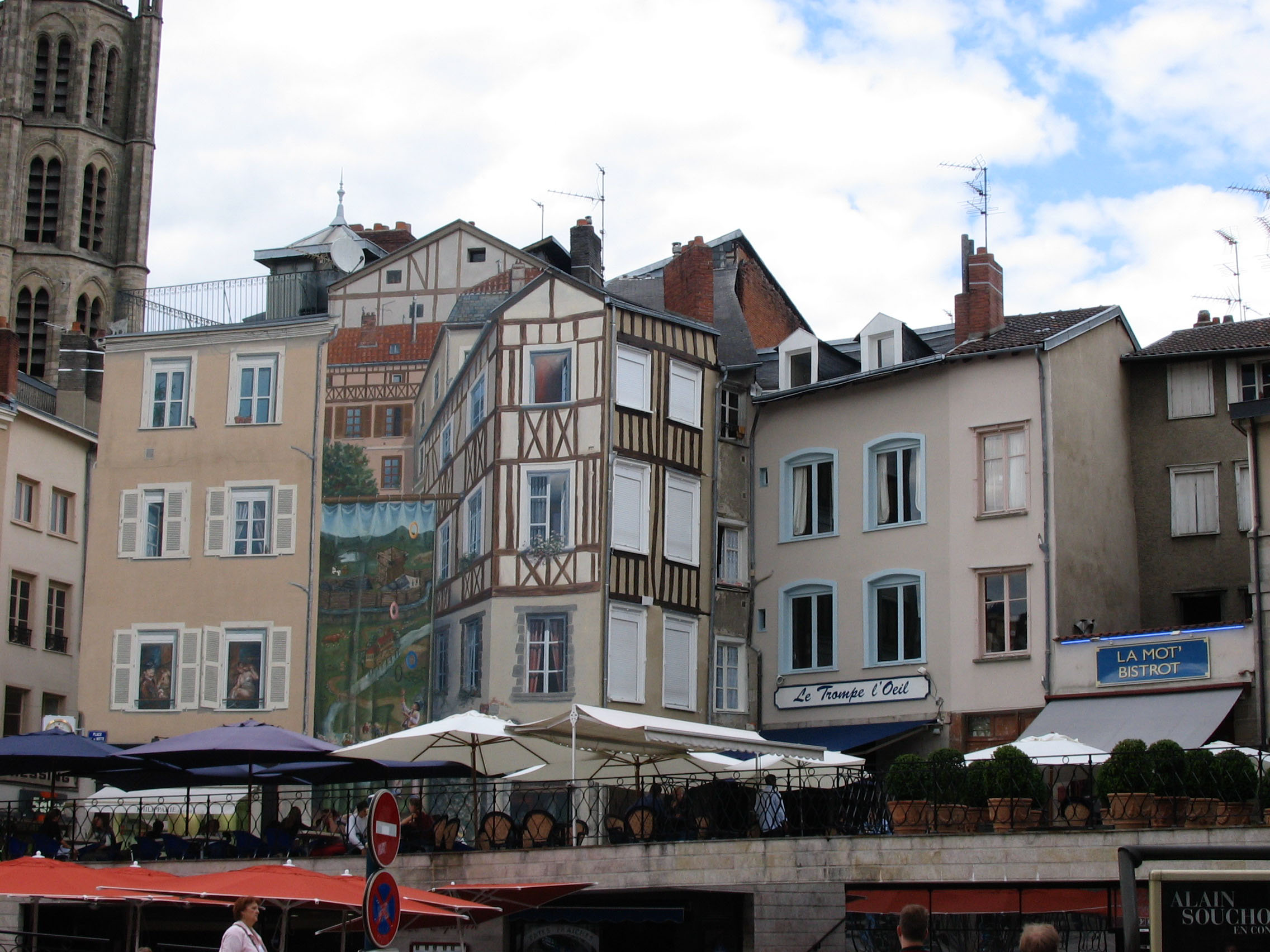
Le trompe-l'œil de la place de la Motte